# Estigmene ochreomarginata
Estigmene ochreomarginata  é uma mariposa da família das Arctiidae. São encontradas nos seguintes países: República Democrática do Congo, Quênia, Serra Leoa, Tanzânia e Uganda.